# Juan Ducas
Juan Ducas (en griego: Ιωάννης Δούκας, Iōannēs Doukas), (aprox. 1126 - aprox. 1200) fue el hijo mayor de Constantino Ángelo con Teodora Comnena, la séptima hija del emperador bizantino Alejo I Comneno e Irene Ducas, de cuyo apellido Juan Ducas tomó como propio.

## Carrera
Ducas es mencionado por primera vez en un documento imperial en 1166. En 1176 participó en la Batalla de Miriocéfalo como comandante militar. En 1185 apoyó a su sobrino Isaac II Ángelo en el derrocamiento de Andrónico I Comneno y usurpar el trono imperial. Isaac II lo recompensó con el título de sebastocrátor. Durante un tiempo Juan Ducas fue el segundo hombre más importante en el imperio, y en 1186 dirigió una de las expediciones contra Pedro y Asen, que se habían rebelado, tratando de restablecer la independencia de Bulgaria. A pesar de su avanzada edad, Juan se defendió con cierto éxito. El emperador lo privó de su mandato, y en 1195 el anciano Juan apoyó la usurpación de su otro sobrino, el hermano de Isaac Alejo III Ángelo.

## Familia
Su primer matrimonio (el nombre de su esposa es desconocida) produjo dos hijos:
1. Isaac Ángelo, quien se casó con la hija de Alejo Branas
2. Alejo Ducas Comneno Ángelo

Su segundo matrimonio fue con un pariente lejano, Zoe Ducas, hija de Constantino Macroducas y una nieta materna de Isaac Comneno, hijo del emperador Juan II Comneno. Tuvieron tres hijos:
1. Teodoro Comneno Ducas, que sucedió a su medio hermano Miguel como gobernante de Epiro
2. Manuel Comneno Ducas, que sucedió a Teodoro como gobernante de Tesalónica
3. Constantino Comneno Ducas, que sucedió a Teodoro como gobernante de Acarnania

Tuvo tres hijas, ninguno de sus nombres se conoce con certeza.
1. Una hija, que se casó con Mateo Orsini , conde de Cefalonia.
2. Otra hija que se casó con Miguel Cantacuceno, quien, con Teodoro Branas, Juan Petralifas y otros, conspiraron para derrocar a Isaac II y llevar a Alejo III Ángelo al poder en 1195.

También tuvo un hijo ilegítimo de una amante desconocida:
1. Miguel I Comneno Ducas, nacido en aprox. 1170, fundador y primer gobernante del Despotado de Epiro.